# 2017년 알레포 차량 폭탄 테러
2017년 알레포 차량 폭탄 테러는 2017년 4월 15일 시리아에서 발생한 폭탄 테러 사건이다.
2017년 4월 15일 시리아 알레포 서부의 알라시딘 인근에서 차량 폭탄이 버스 행렬을 향해 폭발했다. 버스는 알푸자 카프리바 포위전에서 도망치던 민간인들을 수송하고 있었고 반군들에 의해 안내받고 있었다. 이 폭발로 적어도 126명이 죽었고 적어도 80명 이상의 아이들이 포함되어 있을 것으로 보인다.
버스 탈출은 2015년 자바다니 휴전 협정의 일부로 시리아 정부와 이란, 카타르가 주선했고 시리아 아랍 적십월에 의해 수행되고 있었다. 철수 조건으로 알푸아와 카프리야에 사는 시아파 이슬람교도들이 시리아 정부의 지원 하에 탈출했고 정복군에 의해 포위되었다. 이들은 알레포로 이동될 예정이었다. 돌아오는 길에, 수니파가 다수이고 반군이 지원하는 마다야와 알자바다니의 주민들은 이들리브 주로 이송될 계획이었다.

## 테러
이 공격은 지역 시간으로 15시 30분에 알레포 시의 서부 외곽에서 발생했다. 기자들에 따르면 폭탄은 차 안에 있었고, 테러범은 아이들을 유도하기 위해 과자를 나누어주었다. 이 차는 부상당한 피난민들을 이동시키기 위해 체크포인트에 멈춰있던 버스 행렬 인근에 있었다.
초기 보고는 몇몇 사람들이 죽은 것으로 표현했으나, 총 사망자 수는 다음 날 시리아 인권관측소에 의해 126명으로 증가했다. 관측소는 68명의 아이들을 포함한 109명의 피난민이 사망했고, 나머지는 반군 전투요원들과 난민 자원봉사자들이었다. 그러나 레반트 자유이슬람운동은 요원 30명이 죽었다고 말했다. 시리아 민방위대에 따르면 55명이 다쳤다.
폭탄 테러로 인해 며칠 간 철수에 대한 의구심이 생겼다. 철수는 라시딘 검문소에서 엄정한 보안 속에 4월 19일 재개되었다. 3일 후 유엔 대변인은 테러가 "전쟁범죄"와 비슷했으며 폭탄 테러 이전의 목적에 대해 조사 중이라고 밝혔다.

## 주모자
주모자의 정체는 밝혀지지 않았다. 시리아 국가 방송에 따르면 푸아 및 카프리야의 민간인이 반군의 마을 포위 당시 정부를 지지했으며, 반군이 이에 책임이 있다고 말했다. 레반트 자유이슬람운동은 책임을 부인했고, 시리아 반군 요원들은 아사드 정부가 칸 샤이쿤 화학공격에 대한 관심을 다른 곳으로 돌리기 위해 공격을 주도했을 지도 모른다고 말했다. 시리아 인권관측소장인 라미 압둘라만은 TV 인터뷰에서 폭탄은 시리아 정부의 소행이 아니라고 믿는다고 말했다.

## 반응
유엔 사무총장 안토니우 구테흐스는 모든 정당이 철수를 기다리는 이들의 안보를 보장해줄 것을 요구했다. 교황 프란치스코는 그의 이스터 날에 벌어진 테러를 비난하며 이를 "도망치는 피난민에 대한 비열한 공격"이라 일컬었다. 이란 외무부 장관 대변인 바흐람 카젬은 이 공격을 "타크피리 테러리스트들이 수행한 치욕스러운 범죄"라고 말했다. 터키 외무부 장관은 공격이 "휴전 협정을 강화할 필요성이 있음을 다시 한 번 보여준다"고 말했다.
인디펜던트의 로버트 피스크는 미국 정부가 공격에 대해 이중 잣대를 내세우는 것을 비판하며 칸 샤이쿤 화학공격에 대한 반응과 모순되게 침묵을 유지하고 있다고 말했다. 그는 "자살 폭탄 테러가 있었던 주말 이후 백악관은 아무 말도 안 했다. 여기가 중요한데, 그 이유는 이들이 잘못된 종류의 살인자의 희생자이기 때문이다."라고 말했다.